# Wojciech Erazm Herburt
Wojciech Erazm Herburt (ur. 1596, zm. 1641?) – dziedzic klucza felsztyńskiego, syn Erazma Herburta (zm. 1 III 1596) i Elżbiety Drohojowskiej. 

## Życiorys
Urodzony jako pogrobowiec. Po urodzeniu kuratelą objął go stryj, Stanisław Herburt ( -1601), ale wzięła go do siebie na wychowanie babka po mieczu, matka Jana Szczęsnego Herburta, Katarzyna Drohojowska. Po śmierci Stanisława Herburta Wojciech przeszedł w 1601 r. pod kuratelę wuja Jana Szczęsnego Herburta, który dostał od niego Felsztyn, Głęboką i Sąsiadowice w bezpłatną dzierżawę.
W 1614 r. Wojciech Erazm wystąpił z roszczeniami do zamku i części dóbr w Wiśniczu przeciwko Stanisławowi Lubomirskiemu.
W 1615 r. studiował prawo w Padwie.
Po śmierci Jana Szczęsnego Herburta Mikołaj Daniłowicz, podskarbi wielki koronny, i Mikołaj Siemaszko, kasztelan bracławski, szwagrowie Wojciecha Erazma (Mikołaj Daniłowicz był mężem Heleny Uchańskiej, córki Anny z Herburtów Uchańskiej, która była siostrą stryjeczną Wojciecha Erazma, jako że jej ojciec, Stanisław, i ojciec Wojciecha Erazma, Erazm, byli braćmi; Mikołaj Daniłowicz był zatem mężem bratanicy stryjecznej Wojciecha Erazma. Siostrą wspomnianej Heleny Uchańskiej była Izabela, żona Mikołaja Siemaszki. Ten ostatni był zatem, podobnie jak Mikołaj Daniłowicz, mężem bratanicy stryjecznej Wojciecha Erazma), wystąpili w 1616 r. o ustalenie ich kuratorami Wojciecha Erazma z powodu jego domniemanej choroby psychicznej. Postulowali także unieważnienie zapisów Wojciecha Erazma na rzecz Jan Szczęsnego. Sprawę rozstrzygnął król 10 I 1617 r. ustanawiając kuratorami Wojciecha Erazma Mikołaja Żurowskiego i Jakuba Jasmanickiego (Jaksmanickiego) z Jasmanic (Jaksmanic). Wojciech Erazm odwołał się od tej decyzji w protestacji, oskarżając swoich krewnych o chęć przejęcia jego majątku. Sprawę rozstrzygnięto ostatecznie 2 V 1620 r. na niekorzyść Wojciecha Erazma – król podtrzymał swoje postanowienia ustanawiając nad nim kuratelę Mikołaja Daniłowicza oraz Stanisława Tarnowskiego, kasztelana sandomierskiego.
Zmarł być może około 1641 roku, ponieważ w 1641 r. dokumentach królewskich jako właściciel Felsztyna wymieniany jest Mikołaj Daniłowicz.